# Kyselina chlorovodíková
Kyselina chlorovodíková (též kyselina solná, latinsky acidum hydrochloricum) je velmi silná kyselina, jedna z lidstvu nejdéle známých a nejvíce využívaných. Jde o vodný roztok plynného chlorovodíku (HCl).

## Chemické vlastnosti
Kyselina chlorovodíková je těkavá bezbarvá kapalina. Patří mezi velmi silné žíraviny. Technická (tj. méně čistá) kyselina chlorovodíková je nažloutlá díky přítomnosti železitých iontů a prodává se pod názvem kyselina solná. Směs koncentrované kyseliny chlorovodíkové a dusičné v objemovém poměru 3:1 (lučavka královská) rozpouští i ušlechtilé kovy (zlato, platina).
Je to silná jednosytná kyselina. Vzniká rozpuštěním plynného HCl (chlorovodíku) ve vodě.
HCl + H2O → H3O+ + Cl−
Reaguje s celou řadou neušlechtilých kovů (Fe, Zn, Al, Na ...), za vzniku v kyselině chlorovodíkové rozpustných chloridů. S ušlechtilými kovy nereaguje. Na rozdíl od řady kyslíkatých kyselin, např. H2SO4 a HNO3, nemá oxidační účinky ani v koncentrovaném roztoku.

## Výskyt
Kyselina chlorovodíková se v přírodě vyskytuje v sopečných plynech a jako vázaná složka některých nerostů. Je vylučována v trávicím traktu všech savců, kromě mravenečníků, často se vyskytuje i u jiných tvorů. Funguje jako aktivátor žaludečního enzymu pepsinu, denaturuje zkonzumované bílkoviny a zabíjí bakterie v potravě. Vnitřní stěna žaludku je na velmi nízké pH stavěna, pokud však dojde k poruše slizového krytu, vznikne žaludeční vřed. Ve dvanáctníku je neutralizována.

## Bezpečnost práce, účinky na člověka, první pomoc
Přestože se dá běžně koupit, nedoporučuje se s ní pracovat bez ochranného oděvu, rukavic a zejména brýlí. Je nutné ji uložit pouze mimo dosah dětí a v této pozici ji zabezpečit proti převrhnutí nebo spadnutí. Její výpary také způsobují velmi rychlou korozi kovových předmětů v okolí.
Plynný chlorovodík je bezbarvý, silně dráždivý plyn, leptá sliznice, pokožku a způsobuje slzení. Zasaženého je nutné umístit na čerstvý vzduch a přivolat lékařskou pomoc.
Kyselina chlorovodíková leptá, při zasažení je třeba poraněné místo důkladně několik minut oplachovat tekoucí vodou (případně ještě poté zneutralizovat hydrogenuhličitanem sodným – jedlou sodou), při zasažení očí je nutné provést velmi důkladný výplach, nejlépe za pomocí druhé osoby tak, že druhá osoba drží té první rozevřená oční víčka (člověk sám má tendence se výplachu bránit a zpravidla jej neprovede dostatečně). Následně je nezbytně nutné co nejrychleji vyhledat lékařskou pomoc. Poleptání očí koncentrovanou kyselinou většinou končí slepotou.
Při požití je nutné vypít větší množství vody a nevyvolávat zvracení, žaludek je zvyklý na nízké pH a zvracení by způsobilo jen další poleptání jícnu. Následovat musí vyhledání lékařské pomoci.
Poleptání kyselinou se v celém svém rozsahu může projevit až po několika dnech[zdroj?] a proto nesmí být nikdy podceňováno.

### Výroba
Kyselina chlorovodíková se původně vyráběla přímo z chloridu sodného, proto se označovala jako kyselina solná.
Princip výroby spočíval v působením kyseliny sírové na chlorid sodný za zvýšené teploty.
2 NaCl + H2SO4 → 2 HCl + Na2SO4
V průmyslové výrobě se HCl vyrábí reakcí chloru s vodíkem při teplotě 800 °C, obvykle ve spojení s výrobou hydroxidu sodného
H2 + Cl2 → 2 HCl
nebo jako vedlejší produkt při chloraci uhlovodíků
R-H + Cl2 → R-Cl + HCl
Kyselina chlorovodíková je vodný roztok HCl a připravuje se exotermickou absorpcí HCl ve vodě:
1. adiabaticky – získává se přibližně 20% HCl, tento způsob je nejčastěji používaný při chloraci uhlovodíků
2. izotermicky – možno získat až 38% HCl (dýmavou), obvykle z praktických důvodů se ale připravuje méně koncentrovaná (32–36%)

## Využití
Průmyslově nejčastěji používaná kyselina chlorovodíková je 31% vodný roztok chlorovodíku. Méně obvyklá je 38% kyselina, v této koncentraci má největší kyselost, je tedy nejúčinnější (a nejnebezpečnější).[zdroj⁠?!] Kyselina chlorovodíková je po kyselině sírové nejpoužívanější kyselou látkou v průmyslu.[zdroj?]
V geologii a paleontologii se používá k detekci vápence (CaCO3), protože při jeho rozpouštění uvolňuje množství oxidu uhličitého a šumí.
CaCO3 + 2 HCl → CaCl2 + CO2 + H2O
Koncentrovaná v kombinaci s kyselinou dusičnou v poměru 3:1 tvoří lučavku královskou, která se používá pro rozpouštění obtížně rozpustných kovů, zejména zlata nebo platiny.
Koncentrovaná[zdroj?] kyselina chlorovodíková se dá použít k čištění bazénů (i foliových) od vodního kamene.
Využití a terminologie podle koncentrace:
- 42,9 % – nejvyšší koncentrace, kterou lze vyrobit rozpouštěním chlorovodíku ve vodě při 18 °C[2] (podle jiného zdroje do 40 % bez udání teploty)[3]
- 38 % – dýmavá kyselina chlorovodíková[4]
- 36–38 % – koncentrovaná kyselina chlorovodíková[5]
- 35–39 % – Acidum hydrochloricum concentratum ve farmacii (při splnění kvalitativních požadavků)[6]
- 35 % – obvyklá koncentrace, ve které je dodávána na trh (např. čistá, p. a.)
- 31 % – obvyklá koncentrace, ve které je běžně dostupná v technické kvalitě, často pod označením kyselina solná
- 25 % – koncentrace dříve prodávané chemicky čisté tzv. Acidum hydrochloricum[4]
- 20,3 % – destilovaná kyselina chlorovodíková (koncentrace dosažitelná destilací, nedýmá)[2]
- ~15 % – zředěná kyselina chlorovodíková využívaná v geologii (vzniká zředěním běžně dostupné kyseliny chlorovodíkové 1:1 s vodou)[7]
- 12,5 % – Acidum hydrochloricum dilutum, 1:1 vodou ředěná Acidum hydrochloricum (25%)[4]
- 9,5–10,5 % – Acidum hydrochloricum dilutum ve farmacii (při splnění kvalitativních požadavků)[8]
- 5–10 % – koncentrace využívaná při barvení karbolfuchsinem v mykologii[9]
- 3,5–4 % – v potravinářství, pro úpravu pitné vody

## Neutralizace
Reakcí s hydroxidem sodným je dokonale neutralizována (při poměru látkového množství 1:1 je výsledné pH 7) za vzniku vodného roztoku chloridu sodného (kuchyňské soli). Při potřísnění kůže kyselinou oplachujeme velkým množstvím vody, aby se zředila, neutralizací uvolněné teplo by totiž mohlo zranění zhoršit. Zasažení očí většinou způsobuje slepotu. Při jakémkoliv potřísnění koncentrovanou kyselinou chlorovodíkovou nejprve poskytněte první pomoc a následně volejte lékařskou pomoc.